# Seongjong van Joseon
Koning Seongjong was de negende koning van de Koreaanse Joseondynastie. Hij was de opvolger van koning Yejong, zijn oom, en regeerde van 1469 tot aan zijn dood in 1494.
Koning Seongjong werd troonopvolger omdat zijn oom Yejong jong stierf zonder kinderen na te laten. Omdat Seongjong zelf ook nog maar 13 jaar oud was toen hij de troon besteeg, was het koningin Jeonghee die, samen met zijn moeder koningin Insu, het land regeerde in zijn naam. Vanaf 1476, Seongjong was toen 20, regeerde hij geheel zelfstandig.
Seongjongs regering wordt gekenmerkt door de groei van de nationale economie.
Koning Seongjong werd opgevolgd door zijn zoon Yeonsangun in 1494.

## Volledige postume naam
- Koning Seongjong Gangjeong Inmun Heonmu Heumseong Gonghyo de Grote van Korea
- 성종강정인문헌무흠성공효대왕
- 成宗康靖仁文憲武欽聖恭孝大王

- Library of Congress Control Number: n82066446
- Virtual International Authority File: 57959185
- WorldCat: E39PBJcR7xkJjJFMXWhTYWqhHC